# Ратуша Главного города
Ратуша Главного города (пол. Ratusz Głównego Miasta, нем. Rechtstädtisches Rathaus) — здание ратуши Главного Города на Длинном рынке Гданьска. Внутри размещается краеведческий музей.
На рубеже XIII и XIV веков уже существовало предшествующее здание ганзейской конторы, которое в 1327 году послужило основой для строительства ратуши. Башня построена в 1486—1488 Генрихом Хецелем. После пожара 1556 года первоначальная готическая ратуша была перестроена в стиле маньеризма, а башня ратуши получила новый шпиль, украшенный в 1561 году позолоченной статуей короля Сигизмунда II Августа, в качестве флюгера. Башню также оборудовали карильоном о 14 колоколах, сделанным в 1559—1562 Иоанном Моором из Хертогенбоса. С 81-метровой башни открывается обширная панорама города.
Сегодняшний интерьер был создан на рубеже XVI—XVII веков и уже в то время являлся одним из красивейших в своём роде. Многие известные художники, архитекторы и золотых дел мастера того времени участвовали в отделке зданий Гданьска, такие как Вольф Шпорер, Валентин Трост, Амвросий Клеппиш, Лонхардт Диле, Адам Райззиг, Леонгардт Шульц, Андреас Штанге, Якоб Аптекарь, архитектор Ганс Страковски и его сын Георг, Симон Шперлинг и т. д.
Особенно интересен Красный зал 1593—1608 годов с 25 картинами Исаака ван ден Блока, расположенными в резных рамах Абрахама Хохройтера. Как и другие произведения искусства внутреннего убранства ратуши, интерьер Красного зала была в основном передан в запасники до войны и мог использоваться при реконструкции. После тяжелых повреждений, нанесённых в конце Второй мировой войны, ратуша была восстановлена к 1970 году.